# Carmine Appice
Carmine Appice (Staten Island, 15 december 1946) is een Amerikaanse rockdrummer. Hij werd bekend als drummer van de rockband Vanilla Fudge

## Biografie
Hij was drummer bij Cactus en Beck, Bogert & Appice. In 1976 trad hij toe tot de band van Rod Stewart, met wie hij ook de hits Do Ya Think I'm Sexy en Young Turks schreef. Dit werd gevolgd door het soloalbum Rockers en tournees door de Verenigde Staten en Japan, voordat Appice de band King Kobra oprichtte.
Gedurende zijn carrière heeft Appice gespeeld met vele bekende muzikanten en bands, waaronder Ozzy Osbourne, Jimmy Page, Def Leppard, Kid Rock, Ric Grech, Ted Nugent, Pink Floyd, Blue Murder, Pearl en Edgar Winter. Hij speelde dubbelbasdrumsets, met twee hangende toms en twee standaardtoms, met een voorkeur voor de firma Ludwig.
Sinds het midden van de jaren 1990 heeft Appice een aantal albums uitgebracht met gitaristen die bekend staan als Guitar Zeus. De verschillende formaties waarmee hij optrad omvatten Char, Bogert & Appice (CBA) met de Japanse gitarist Char en Tim Bogert (1999) en Derringer, Bogert & Appice (DBA) met Rick Derringer en Tim Bogert (2001).
Appice schreef een succesvol boek over drumtechnologie in rockmuziek, realistische rock, waarvoor hij ook een video en een cd opnam. Hij schreef het boek A Thunder of Drums over het leven van Led Zeppelin-drummer John Bonham. In 2016 werd zijn autobiografie gepubliceerd onder de titel Stick It!: My Life of Sex, Drums & Rock 'n' Roll. In 1991 mocht Appice zijn handafdrukken onsterfelijk maken op de Hollywood Rock Walk, direct naast zijn voorbeelden Gene Krupa en Buddy Rich. 
In 2014 ging hij op tournee met Joe Lynn Turner (zang, ex-Deep Purple), Tony Franklin (bas, Blue Murder & Jimmy Page) en Jeff Watson (gitaar, ex-Night Ranger) onder de naam Legacy X. De naam werd kort daarna gewijzigd in Rated X en Jeff Watson werd vervangen door Karl Cochran. In 2016 plaatste Rolling Stone Appice op nummer 28 bij de 100 beste drummers aller tijden.
- Bibsys: 10076865
- Bibliothèque nationale de France: cb138908361 (data)
- Gemeinsame Normdatei: 134316002
- International Standard Name Identifier: 0000 0000 8012 8514
- Library of Congress Control Number: n78011824
- MusicBrainz: ba2a6b88-f467-48d0-a503-5f098aefd54e
- Bibliotheek van het Japanse parlement: 00693608
- Nationale Bibliotheek van Tsjechië: xx0113605
- Nationale bibliotheek van Australië: 35508531
- Nationale en Universitaire bibliotheek Zagreb: 000090640
- Nederlandse Thesaurus van Auteursnamen: 075129485
- Réseau des bibliothèques de Suisse occidentale: 02-A008826342
- Système universitaire de documentation: 252730402
- Trove: 978630
- Virtual International Authority File: 120115971
- WorldCat: E39PBJB8pvgWhv8tFWBWr4kv73